# Kuniko Tsurita
Kuniko Tsurita (jap. くにこつりた; * 25. Oktober 1947; † 14. Juni 1985) war eine japanische Mangaka. 

## Werdegang
Bereits als Tsurita auf die Mittelschule ging, war sie von Manga begeistert und las vor allem Shōjo-Serie sowie Kashihon – an Erwachsene gerichtete Bücher aus Leihbüchereien. Sie zeichnete auch selbst reichte viele Beiträge bei Magazinen ein, blieb damit aber lange erfolglos, auch weil ihr als Mädchen die von Tsurita bevorzugten Actiongeschichten nicht zugetraut wurden. Ab 1965 veröffentlichte sie dann im alternativen magazin Garo, das Tsurita die künstlerische Freiheit gab, die sie sich wünschte. Bis zu ihrem Tod 1985 blieb sie dem Magazin treu und war die einzige Frau, die auf Dauer im Magazin veröffentlichte.
Ihren Stil beschrieb ihr Redakteur Katsuichi Nagai als einen Versuch, Manga anspruchsvoll wie Literatur zu schaffen, vergleichbar mit der Gekiga-Bewegung dieser Zeit. Dabei entwickelte sich Tsuritas Stil ständig weiter. Von anfangs einfachen, groben Zeichnungen kam sie zu Bildern, die mit großen schwarzen Flächen und feinen Linien gestaltet waren, vergleichbar mit Käthe Kollwitz und Marjane Satrapi. Ihr Spätwerk zeigte fantastische Hintergründe, orientiert an Tsuritas Vorbild Aubrey Beardsley. Ihre Geschichten erzählen meist von Frauen, die in Konflikt mit ihren Rollen in einer sexistischen und patriarchalen Gesellschaft stehen.
Auch in ihrem eigenen lehnte Tsurita ab, sich Geschlechterrollen zu beugen. So rauchte sie öffentlich – für japanische Frauen damals ungewöhnlich – und sah sich Pornofilme im Kino an. Tsurita war verheiratet mit Naoyuki Takahashi.
Ihre dem Alternativen Manga zuzuordnenden Geschichten sind meist Kurzgeschichten. Einige davon erschienen gesammelt 1979 in Rokunomiya Himeko no Higeki (六の宮姫子の悲劇). 2020 erschien eine englische Ausgabe bei Drawn & Quarterly.